# Phobocampe quercus
Phobocampe quercus là một loài tò vò trong họ Ichneumonidae.